# Xuân Lộc, Đồng Nai
Xuân Lộc là xã thuộc tỉnh Đồng Nai, Việt Nam.

## Lịch sử
Ngày 12 tháng 6 năm 2025, Ủy ban Thường vụ Quốc hội ban hành Nghị quyết số 1654/NQ-UBTVQH15 về việc sắp xếp các đơn vị hành chính cấp xã của tỉnh Đồng Nai. Theo đó, toàn bộ diện tích tự nhiên, quy mô dân số của thị trấn Gia Ray và các như xã Xuân Thọ, Xuân Trường, Suối Cát, Xuân Hiệp thành xã mới có tên gọi là xã Xuân Lộc.